# Dansk Melodi Grand Prix 1982
Dansk Melodi Grand Prix 1982 blev afholdt 13. marts 1982 i TV-Byen i Søborg.
Et panel i Danmarks Radio havde ud fra ca. 550 indsendte sange udvalgt 10 melodier til at konkurrere om at repræsentere Danmark ved Eurovision Song Contest 1982, der fandt sted i Harrogate i England den 24. april 1982. Sendevært var Jørgen de Mylius og kapelmester var Allan Botschinsky, der imidlertid ikke var til stede under showet, eftersom grand prix-orkestrets akkompagnement var blevet optaget på forhånd.
Vindermelodien blev Video video med Brixx, som senere opnåede en skuffende 17.-plads ud af de 18 deltagere i det internationale grand prix. Forsangeren i Brixx var i øvrigt Jens Brixtofte, bror til senere Farum-borgmester og minister Peter Brixtofte.

## Afstemning

### Juryer
Blandt publikum i studiet sad fem juryer, der repræsenterede hvert sit geografiske område, og hver jury bestod af ni medlemmer. Jurymedlemmerne tildelte løbende sangene stemmer på en skala fra 1 til 6 under udsendelsen. De havde på forhånd hørt bidragene to gange, men deres point blev først afgivet, efter at de havde set kunstnernes sceneshow. Efter at alle 10 sange havde været fremført på scenen blev juryens stemmer omregnet til point, således at hver jury tildelte hhv. 12, 10, 8, 7, 6, 5, 4, 3, 2 og 1 point i rækkefølge til de sange, der havde fået flest jurystemmer.
Hver jury var ledet af en DR-medarbejder, der stod for at afgive juryens point.
| Jury | Geografisk område                | Formand        |
| ---- | -------------------------------- | -------------- |
| A    | Vestjylland                      | Palle Hansen   |
| B    | Østjylland                       | Lis Aagaard    |
| C    | Fyn, Lolland-Falster og Bornholm | Janne Clement  |
| D    | Sjælland (på nær Storkøbenhavn)  | Henning Larsen |
| E    | Storkøbenhavn                    | Lone Skov      |

### Resultat
| Nr. | Solist / gruppe                    | Sangtitel                       | Komponist                      | Tekstforfatter               | 0A | 0B | 0C | 0D | 0E | Point | Plac. |
| --- | ---------------------------------- | ------------------------------- | ------------------------------ | ---------------------------- | -- | -- | -- | -- | -- | ----- | ----- |
| 1   | Brixx                              | Video video                     | Jens Brixtofte                 | Jens Brixtofte               | 12 | 12 | 7  | 12 | 12 | 55    | 1     |
| 2   | Tommy Seebach Band                 | Hip hurra - det' min fødselsdag | Tommy Seebach                  | Keld Heick                   | 8  | 10 | 12 | 10 | 7  | 47    | 2     |
| 3   | Lise Dandanell og Jacob Groth Band | På træk                         | Jacob Groth                    | Rumle Hammerich              | 2  | 3  | 4  | 2  | 5  | 16    | 9     |
| 4   | Fenders                            | Det' løgn                       | Helge Engelbrecht              | Helge Engelbrecht            | 5  | 7  | 10 | 7  | 8  | 37    | 4     |
| 5   | Jørgen Klubien og Carsten Elmer    | Marie                           | Carsten Elmer                  | Jørgen Klubien               | 4  | 3  | 2  | 6  | 6  | 21    | 7     |
| 6   | Käte & Per                         | I denne verden                  | Käte Sievert og Per Damgaard   | Käte Sievert og Per Damgaard | 7  | 6  | 5  | 1  | 2  | 21    | 8     |
| 7   | Jannie Høeg                        | Elske                           | Ralph Levitan                  | Poul-Henrik Trampe           | 6  | 4  | 3  | 5  | 4  | 22    | 6     |
| 8   | Taxie (Ivan Pedersen)              | Drømmene er forbi               | Ivan Pedersen og Peter Grønbæk | Ivan Pedersen                | 1  | 1  | 1  | 3  | 1  | 7     | 10    |
| 9   | Anne Karin                         | Når man kun er atten år         | Torben Lendager                | Henrik H. Lund               | 10 | 8  | 6  | 10 | 12 | 46    | 3     |
| 10  | Peter Belli                        | Spejldans                       | Karsten Vogel                  | Karsten Vogel                | 3  | 5  | 8  | 4  | 3  | 23    | 5     |

## Tilbagevendende deltagere
| Deltagere                      | Årstal                                 |
| ------------------------------ | -------------------------------------- |
| Tommy Seebach                  | 1979, 1981 (sammen med Debbie Cameron) |
| Jørgen Klubien & Carsten Elmer | 1981                                   |
| Ivan Pedersen                  | 1980 (som del af McKinleys)            |